# Padina (Merošina)
Pour les articles homonymes, voir Padina.
Padina (en serbe cyrillique : Падина) est un village de Serbie situé dans la municipalité de Merošina, district de Nišava. Au recensement de 2011, il comptait 335 habitants.

## Démographie
| 1948 | 1953 | 1961 | 1971 | 1981 | 1991 | 2002 | 2011 |
| ---- | ---- | ---- | ---- | ---- | ---- | ---- | ---- |
| 412  | 439  | 447  | 415  | 429  | 360  | 370  | 335  |

|  |